# 局ヶ岳
局ヶ岳（つぼねがだけ）は、三重県松阪市にある山である。標高は1,029m。ピラミッド型の姿から「南伊勢の槍ヶ岳」と呼ばれている。山頂では、東に伊勢湾、西に高見山を望むことができる。
堀坂山、白猪山とともに「伊勢三山」または「伊勢の三つ星」と呼ばれる。